# Серра-дуз-Органс (національний парк)
Національний парк Серра-дус-Орґанус (порт. Parque Nacional da Serra dos Órgãos, англ. National park Serra dos Orgaos) — національний парк в Бразилії (штат Ріо-де-Жанейро). Загальна площа парку становить 10,5 тисяч гектарів (105 км²). Створений у листопаді 1939 року з метою захисту унікальної екосистеми від інтенсивної забудови та урбанізації, яка набула неймовірних масштабів у прибережній зоні Бразилії в 1930–1960 рр., і до теперішнього часу.

## Географія
Розміщується на гірському хребті Деду-де-Деус (найвища точка Боа-Есперанта — 2263 метри над рівнем моря), за 45 кілометрів на північний схід від бразильського міста Ріо-де-Жанейро, в однойменному штаті, в південній частині Бразилії. Прилягає до кордону з бразильським штатом Мінас-Жерайс. Найближчі міста: Петрополіс та Тересополіс.
Варіанти назви: в англомовному варіанті (а також в міднародній номенклатурі) назва цього національного парку звучить як Серра-дус-Орґанус. В португальському варіанті (місцевою мовою) звучить назва як Сьєрра-душ-Органуш (дослівно «Живі гори»).

### Кліматичні умови
Близькість парку до берега океану зумовило вплив повітряних мас, що панують в південній частині Атлантики на клімат даної екосистеми. Переважаючий напрямок вітру протягом усього року — східний або північно-східний. Влітку (січень) вітер набагато вологіший ніж взимку (липень), однак середня вологість повітря протягом усього року коливається в межах 85-90 % (це друге за вологістю місце в Бразилії, після долини Амазонки). Середньорічна кількість опадів становить 2500—2700 міліметрів, тому клімат вологий. У верхів'ї гір — клімат високогірний. Температурний режим коливається в межах 15-27° С.

### Геологічна будова
Національний парк Серра-дус-Орґанус лежить на двох тектонічних структурах — область байкальської складчастості, а також на чохлі давніх докембрійських платформ, загальний вік яких становить майже 1 мільярд років. У південній частині парку виступають кристалічні породи, що в геологічному вираженні є кристалічним щитом.
Виявлені значні поклади залізних руд. Однак їх видобування заборонене державою.

### Рельєф
Домінують низькі (від 190 до 500 метрів), та середні (до 2263 метрів) висоти. Низькі висоти являють собою акумулятивні рівнини, де має місце водно-ерозійний рельєф, а також форми рельєфу, що утворилися в результаті діяльності моря (в тому числі і його трансгресійні і регресійні форми).
Гори Деду-де-Деус мають середню висоту, вони мають тектонічне походження і складчасто-брилову структуру.

## Історія

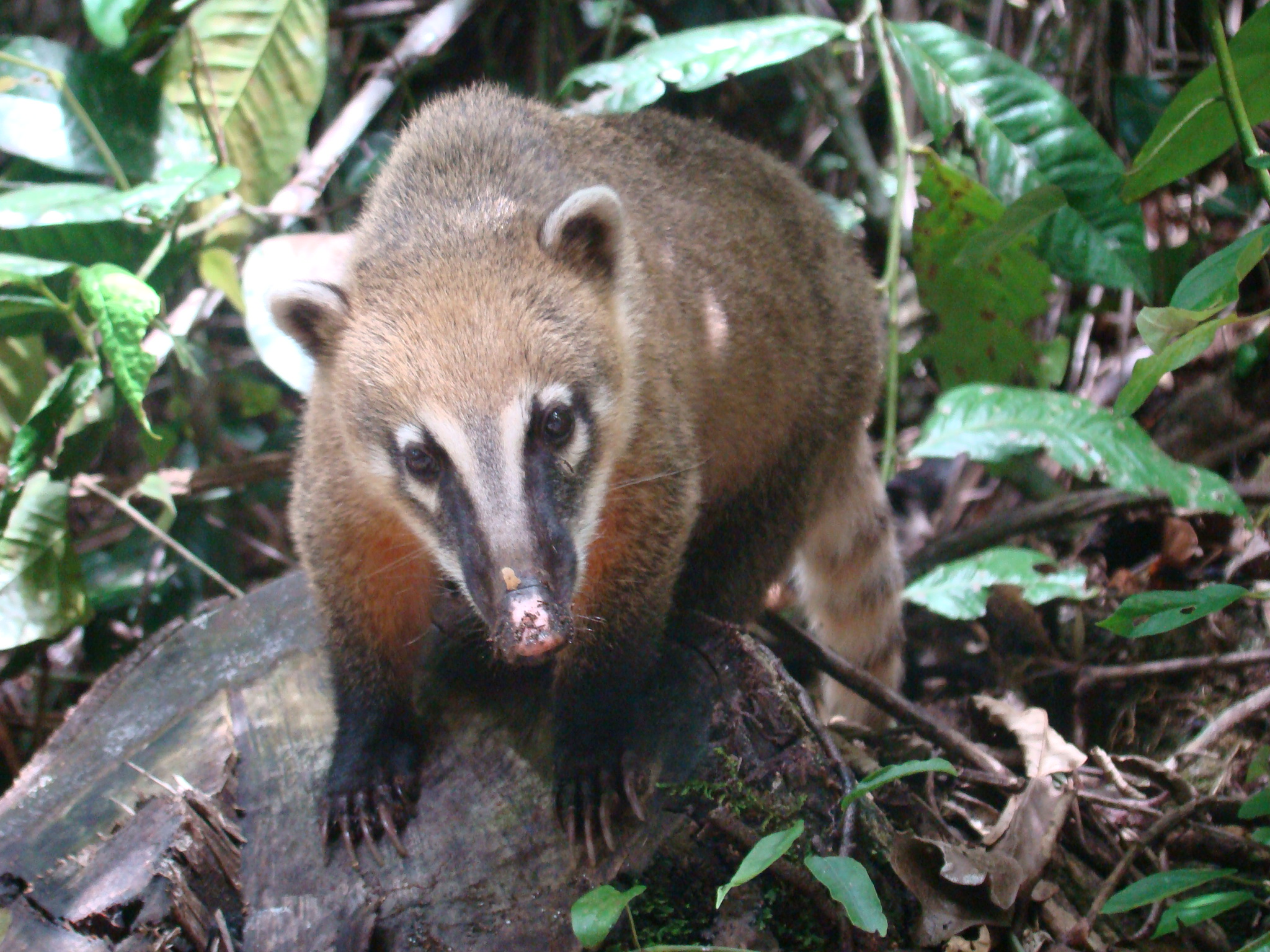
Носуха (Nasua nasua) в Національному парку Серра-дус-Орґанус (Бразилія)

Офіційною датою заснування національного парку Серра-дус-Орґанус вважається 30 листопада 1939 року. Саме тоді місцевий уряд видав декрет на утворення природної резервації. Однак спочатку площа парку була майже 150 км², і з часом була скорочена до теперішніх розмірів. Цьому сприяли постійні протести жителів прилеглих населених пунктів, які вважали, що ця природна резервація обмежує іхні земельні права. Останній раз зміни в розмірах парку відбулися в 1987 році. З 28 серпня 2007 року парк перебуває на балансі Державного науково-дослідного інституту біорізноманіття Бразилії (ICMBio).
У 1822 році гірський хребет, на якому лежить національний парк відвідала російська Велика географічна експедиція на чолі з німецьким і російським вченим-географом Григорієм Івановичом Ланґсдорфом, на честь якого названо одне знайбільших дерев Південної Америки — Копайферу Ланґсдорфа (Copaifera langsdorffii), яка нерідко досягає висоти у 35-40 метрів, і дуже поширена в цьому парку.

## Біорізноманіття і охорона природи
Парк лежить на стику зон висотної поясності та перемінно-вологих (в тому числі мусонних) лісів. Фауна парку представлена 462 видами птахів, 105 видами ссавців, 102 видами плазунів (в тому числі 81 різновид змій, з яких 66 видів — отруйні), та 6 видів риб. Серед безхребетних — понад 6600 видів.
Серед рослинного світу домінують вологолюбиві пальми та твердолисті чагарники.
Під час проведення Літніх Олімпійських ігор 2016 року в Ріо-де-Жанейро уряд планує розробити туристичний маршрут парком таким чином, аби туристичні потоки не зашкодили навколишньому середивищу, не залежно від загальної кількості туристів, що відвідають цей парк.